# Будянська сільська рада (Житомирський район)
Будянська сільська рада (до 1946 року — Шиєцько-Будська сільська рада) — колишня адміністративно-територіальна одиниця та орган місцевого самоврядування в Довбишському (Мархлевському) і Житомирському районах, Житомирській міській раді Волинської округи, Київської та Житомирської областей УРСР з адміністративним центром у селі Буда.

## Населені пункти
Сільській раді на момент ліквідації були підпорядковані населені пункти:
- с. Буда
- х. Корчівка

## Населення
Станом на 1927 рік, кількість населення сільської ради складала 1 299 осіб, з них 952 (73.3 %) — особи польської національності. Кількість селянських господарств — 293.
Кількість населення ради, станом на 1931 рік, становила 1 423 особи.

## Історія та адміністративний устрій
Утворена 1 вересня 1925 року, як Шиєцько-Будська сільська рада Довбишського району, в складі сіл Нетребівка, Шиєцька Буда, хутора Козина Улянівської та Тартачківської сільських рад новоствореного Довбишського (згодом — Мархлевський) району Житомирської (згодом — Волинська) округи. 17 жовтня 1935 року, відповідно до постанови ЦВК СРСР «Про розформування Мархлевського і Пулинського районів і про утворення Червоноармійського району Київської області», Мархлевський район було ліквідовано, сільську раду передано до складу приміської смуги Житомирської міської ради Київської області. 10 березня 1937 року до складу сільської ради увійшов х. Корчівка Старошийківської сільської ради Житомирської міської ради. 14 травня 1939 року, відповідно до указу Президії Верховної ради УРСР «Про утворення Житомирського сільського району Житомирської області», сільська рада увійшла до складу новоствореного Житомирського району. Станом на 1 жовтня 1941 року с. Нетребівка та х. Козина зняті з обліку населених пунктів.
7 червня 1946 року, відповідно до указу Президії Верховної ради УРСР «Про збереження історичних найменувань та уточнення і впорядкування існуючих назв сільрад і населених пунктів Житомирської області», сільраду перейменовано на Будянську через перейменування адміністративного центру на с. Буда.
Відповідно до інформації довідника «Українська РСР. Адміністративно-територіальний поділ», станом на 1 вересня 1946 року Будянська сільрада входила до складу Житомирського району Житомирської області, на обліку в раді перебували с. Буда та х. Корчівка.
11 серпня 1954 року, відповідно до указу Президії Верховної ради УРСР «Про укрупнення сільських рад по Житомирській області», сільську раду було ліквідовано, територію та населені пункти включено до складу Буківської сільської ради Житомирського району Житомирської області.